# Puccinia iridis
Puccinia iridis är en svampart som beskrevs av Wallr. 1844. Puccinia iridis ingår i släktet Puccinia och familjen Pucciniaceae.   Inga underarter finns listade i Catalogue of Life.